# Shot
«Shot» es el título de una canción de la banda finlandesa de rock The Rasmus, originalmente lanzada en el sexto álbum de estudio de la banda Hide from the Sun. Después se lanzó como un sencillo el 30 de marzo de 2006.
Es el último sencillo que han lanzado de este álbum. Después se lanzó un videoclip del tema Immortal, pero no se lanzó ningún sencillo del tema.

## Video musical del tema
En el videoclip de Shot la banda aparece tocando en el espacio exterior, en un planeta con apariencia desértica. Básicamente, el video consiste en tomas alternas de enfoque y desenfoques desde distintos ángulos de los miembros de la banda. Acercamientos rápidos y cambios de ángulo en la cámara fueron usados para este video. En un punto, se hace un acercamiento al ojo de Lauri y se ve el reflejo de un cometa en su iris; esta parte es muy similar a aquella en el video de First Day of My Life, en donde en el ojo de Lauri se ve el reflejo de una pista de carreras.